# Якубова Лариса Дмитрівна
Лариса Дмитрівна Якубова (21 липня 1967 Донецьк, Україна) — українська історикиня. Докторка історичних наук (2007), старша наукова співробітниця (2007), завідувачка відділу Інституту історії НАН України. Член-кореспондент Національної академії наук України (2018). Заслужена діячка науки і техніки України (2016).

## Життєпис
1989 закінчила історичний факультет Донецького державного університету, отримавши диплом з відзнакою.
Викладала історію та суспільствознавство у середній школі № 68 Донецька (1989).
У 1989—1992 роках навчалася в аспірантурі Інституту історії України АН України.
Одружена. Має двох синів та дочку.

## Наукова діяльність
1993 року в Інституті історії України АН України захистила кандидатську дисертацію за темою «Соціально-економічне, політичне і культурне життя грецького населення України. 1917 р. — початок 30-х рр. ХХ ст.»
Захист дисертації «Етнічні меншини УСРР і влада: динаміка соціально-економічних, політичних і культурних перетворень у контексті коренізації (1921—1935 рр.)» на здобуття наукового ступеня доктора історичних наук відбувся в Інституті історії України НАН України 25 травня 2007 року.
Напрямки наукової діяльності: історія етнічних меншин України, національне питання, національна політика, історія Східної України та Донбасу, історія Російсько-української війни, окупації, історія і методологію рускаго міра / рашизму.

### Основні праці
- Маріупольські греки (етнічна історія). 1778 р. — початок 30-х років ХХ ст. ‒ К.,1999. ‒ 331 с. ISBN 966-02-1067-1
- Етнічні меншості УСРР у першій половині 20-х рр. ХХ ст. ‒ К., 2002. ‒ 188 с. ISBN 966-02-2724-8
- Соціально-економічне становище етнічних меншин в УСРР (20-і — початок 30-х років ХХ ст.). ‒ К., 2004. — 456 с. ISBN 966-02-3139-3
- Етнічні меншини в суспільно-політичному та культурному житті УСРР. ‒ К., 2006. ‒ 506 с. ISBN 966-02-4034-1
- Органи етнополітичного регулювання в контексті політики коренізації: український досвід. — К.: Ін-т історії України НАН України, 2014. — 406 с. ISBN 978-966-02-7190-6 (у співавторстві з О.Рубльовим).
- Етнонаціональна історія Донбасу: тенденції, суперечності, перспективи в світлі сучасного етапу українського націотворення / НАН України. Інститут історії України. — К.: Інститут історії України, 2014. — 109 с. — (Серія «Студії з регіональної історії. Степова Україна») ISBN 978-966-02-7438-9. — ISBN 978-966-02-7374-0 (серія)
- Донеччина і Луганщина у XVII–ХХІ ст. ст.: історичні фактори й політичні технології формування особливого та загального у соціально-економічному, суспільно-політичному та етнокультурному просторі. ‒ К.: Інститут історії України НАН України, 2015. ‒ 813 с. ISBN 978-966-02-7864-6 (у співавторстві з С.Кульчицьким).
- В обіймах страху і смерті. Більшовицький терор в Україні. — Х.: КСД, 2016. — 544 с. ISBN 978-617-12-1486-6 (у співавторстві з Я.Примаченко).
- Триста років самотності: український Донбас у пошуках смислів і Батьківщини. — Київ: Кліо, 2016. — 719 с. — 1000 экз. — ISBN 978-617-7023-44-8 (у співавторстві з Станіславом Кульчицьким).
- Донбас і Крим в економічному, суспільно-політичному та етнокультурному просторі України: історичний досвід, модерні виклики, перспективи. Аналітична доповідь / Відп. ред. Г. Боряк. НАН України. Інститут історії України. — К.: Інститут історії України, 2016. — 616 с. ISBN 978-966-02-8197-4 (у співавторстві з Валерієм Смолієм та Станіславом Кульчицьким).
- Лариса Якубова, Володимир Головко, Яна Примаченко. Русский мир на Донбасі та в Криму: історичні витоки, політична технологія, інструмент агресії (аналітична доповідь) / Відп. ред. В. Смолій. НАН України. Інститут історії України. — К.: Інститут історії України, 2018. — 227 с. ISBN 978-966-02-8494-4
- «Русский мир» в Україні: на краю прірви. — Київ: ТОВ «Видавництво „Кліо“», 2018. — 384 с. ISBN 978-617-7023-70-7
- Рашизм: Звір з безодні / Лариса Якубова; Інститут історії України НАН України. Київ: Академперіодика, 2023. 318 с. ISBN 978-966-360-484-8

## Нагороди
- Орден княгині Ольги ІІІ ступеня (2025)[2]
- Заслужений діяч науки і техніки України (2016)[3].